# 渡邊仁
渡邊 仁（わたなべ じん、1966年1月29日 - ）は、日本のミュージシャン、ギタリスト、作曲家、編曲家。大阪府高槻市出身。音楽事務所「株式会社C&B MUSIC」代表。

## 略歴
12歳でギターを弾き初め、ジャンル問わず幅広く、様々なギタリストから影響を受ける。
高校時代から、ロックバンド「SWAT」で活動を始め、関西のライブハウスで活躍。
ファンからは「マッハフィンガーのJIN 」と称され、その後フュージョンバンド「OOD」結成。
音楽学校「CAT」において、オルガニスト寒川敏彦、ギタリスト三原淑治、ベーシスト水野正敏、ピアニスト宮下博行に師事し、音楽理論等学ぶ。
同校卒業後上京し、オーディションを受けスタジオ・ミュージシャンとしてプロデビュー。
主に、コロムビアレコード、キングレコード等に携わり音楽制作を行う。
関西に戻り2009年、株式会社C&B MUSICを設立し、現在もレコーディング、ライブ活動、作曲・編曲、ギター講師等幅広い音楽活動を行っている。
リーダーアルバム「和仁伝」は、世界で流通され、様々な国に楽曲提供している。

## CD
- Monologue～ひとりごと～　2005
- アダマスの響き　2013
- 和仁伝　2017
- 独奏開国　2022